# Iuvkivți, Bilohirea
Iuvkivți (în ucraineană Ювківці) este un sat în comuna Korîtne din raionul Bilohirea, regiunea Hmelnîțkîi, Ucraina.

## Demografie
Componența lingvistică a localității Iuvkivți
     Ucraineană (100%)
Conform recensământului din 2001, toată populația localității Iuvkivți era vorbitoare de ucraineană (100%).